# Kimigayo
Kimigayo (君が代) este imnul național al Japoniei.
Textul imnului este preluat din colecția de poeme din secolul al X-lea Kokin wakashū. Melodia a fost compusă de Hiromori Hayashi (1831-1896) în 1880. Este cântată în Do major. Textul având doar 32 de silabe, iar melodia 11 măsuri, este unul dintre cele mai scurte imnuri naționale.
În timp ce titlul „Kimigayo” este, de obicei, tradus sub numele de „Domnia Majestății Sale Imperiale” sau de „Fie ca domnia voastră”, nici o traducere oficială a titlului sau a versurilor nu a fost stabilită prin lege.
În 1893 Ministerul Învățământului din Japonia a decis ca acest cântec să fie cântat în școlile primare la ocazii festive, apoi a fost folosit și la ceremonii de stat și competiții sportive, dar abia în 1999 a devenit imnul oficial al Japoniei conform „Legii cu privire la steagul și imnul național”.

## Etimologie

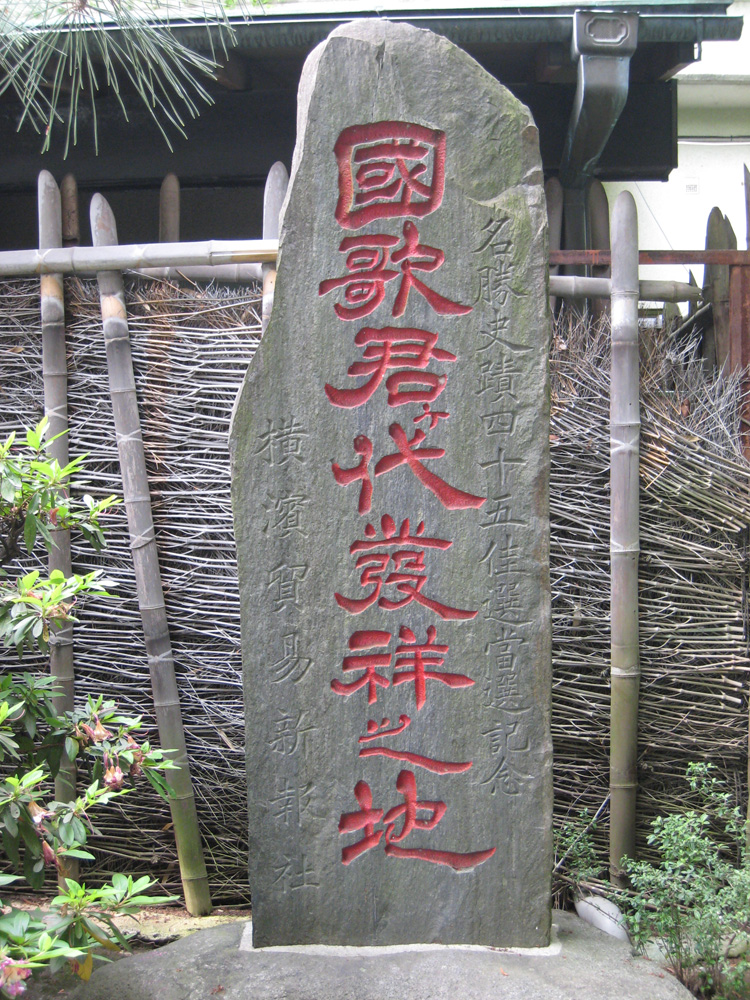
Monument dedicat „nașterii” imnului Kimigayo, în Yokohama.

„Kimi” (君) a fost folosit în trecut fie ca un substantiv pentru a indica împăratul sau un domn (de exemplu, un maestru), cel puțin în perioada Heian, fie ca un substantiv sau sufix onorific pentru a indica o persoană, sau forma informală a pronumelui „tu”. 
De exemplu, protagonistul Hikaru Genji (光源氏) din Genji monogatari este de asemenea numit „Hikaru no Kimi” sau Hikaru-gimi” (光の君 sau 光君). Înainte de perioada Nara, împăratul a fost adesea numit „ōkimi” („mare domn”), deci este controversat dacă cuvântul „kimi” din „kimigayo” desemna împăratul sau nu inițial.
În perioada Kamakura, „Kimigayo” a fost folosit ca un cântec festiv în rândul samurailor, devenimd ulterior popular printre oamenii din perioada Edo. Spre sfârșitul epocii Edo, „Kimigayo” a fost folosit în Ōoku (harem al castelului Edo) și Satsuma-han (acum prefectura Kagoshima) ca un cântec comun de celebrare a anului nou. În aceste contexte, „kimi” nu îl desemna niciodată pe împărat, ci doar pe shogunul Tokugawa, clanul Shimazu ca și conducători ai Satsuma-han, oaspeții de onoare sau toți membrii celebrării festive. După restaurarea Meiji, samuraii din Satsuma-han au controlat guvernul japonez imperial și au adoptat Kimigayo drept imnul național al Japoniei. Din acest moment până la înfrângerea Japoniei în Al doilea război mondial, „Kimigayo” a fost înțeles ca însemnând domnia lungă a împăratului. Odată cu adoptarea Constituției Japoniei în 1947, împăratul nu mai era un suveran ce domnea prin drept divin, ci un om care este un simbol al statului și al unității poporului.  Ministerul Educației nu a dat nici o noțiune nouă pentru „Kimigayo” după război; acest lucru a permis cântecului să desemneze poporul japonez. De asemenea, ministerul nu a renunțat oficial la semnificația de dinainte de război a „Kimigayo”.
În 1999, în timpul deliberării „Legii cu privire la steagul și imnul național” (国旗及び国歌に関する法律, Kokki Oyobi Kokka ni Kansuru Hōritsu), definiția lui Kimigayo a fost pusă în repetate rânduri la îndoială. Prima sugestie a fost dată de secretarul general al cabinetului, Hiromu Nonaka, și anume că, datorită noului statut al împăratului, așa cum este stabilit în articolul 1 din Constituția Japoniei, „kimi” desemnează „împăratul ca simbol al Japoniei” și dorința de pace și prosperitate a acesteia. Apoi, primul ministru Keizō Obuchi a confirmat aceasă afirmație printr-o declarație pe 29 iunie 1999:
„ „Kimi” indică Împăratul, care este simbolul statului și al unității poporului și a cărui poziție derivă din voința consensuală a cetățenilor japonezi, cu care stă puterea suverană. Și, fraza „Kimigayo” indică statul nostru, Japonia, care are Împăratul încoronat ca simbol al statului și al unității poporului prin voința consensuală a cetățenilor japonezi. Și este rezonabil ca textul „Kimigayo” să însemne dorința prosperității și păcii de durată a țării noastre. ”— Keizō Obuchi ,  29 iunie 1999
Partidele opozante Partidului Liberal Democrat, care era la guvernare la vremea când Obuchi era prim-ministru, s-au opus vehement semnificației propuse de guvern pentru „kimi” și „Kimigayo”. Din partea Partidului Democrat din Japonia, membrii se opuneau din cauza lipsei unor legături istorice cu semnificația conferită acestuia. Cel mai puternic critic a fost Kazuo Shii, președintele Partidului Comunist, care a susținut cu tărie că „Japonia” nu a putut fi derivată din „Kimigayo”, deoarece versurile menționează doar dorința împăratului pentru o domnie lungă. Shii s-a opus, de asemenea, folosirii cântecului ca imn național, deoarece pentru o națiune democratică, un cântec despre împărat nu este adecvat.

## Istorie

### Imperiul Japoniei (1868–1945)

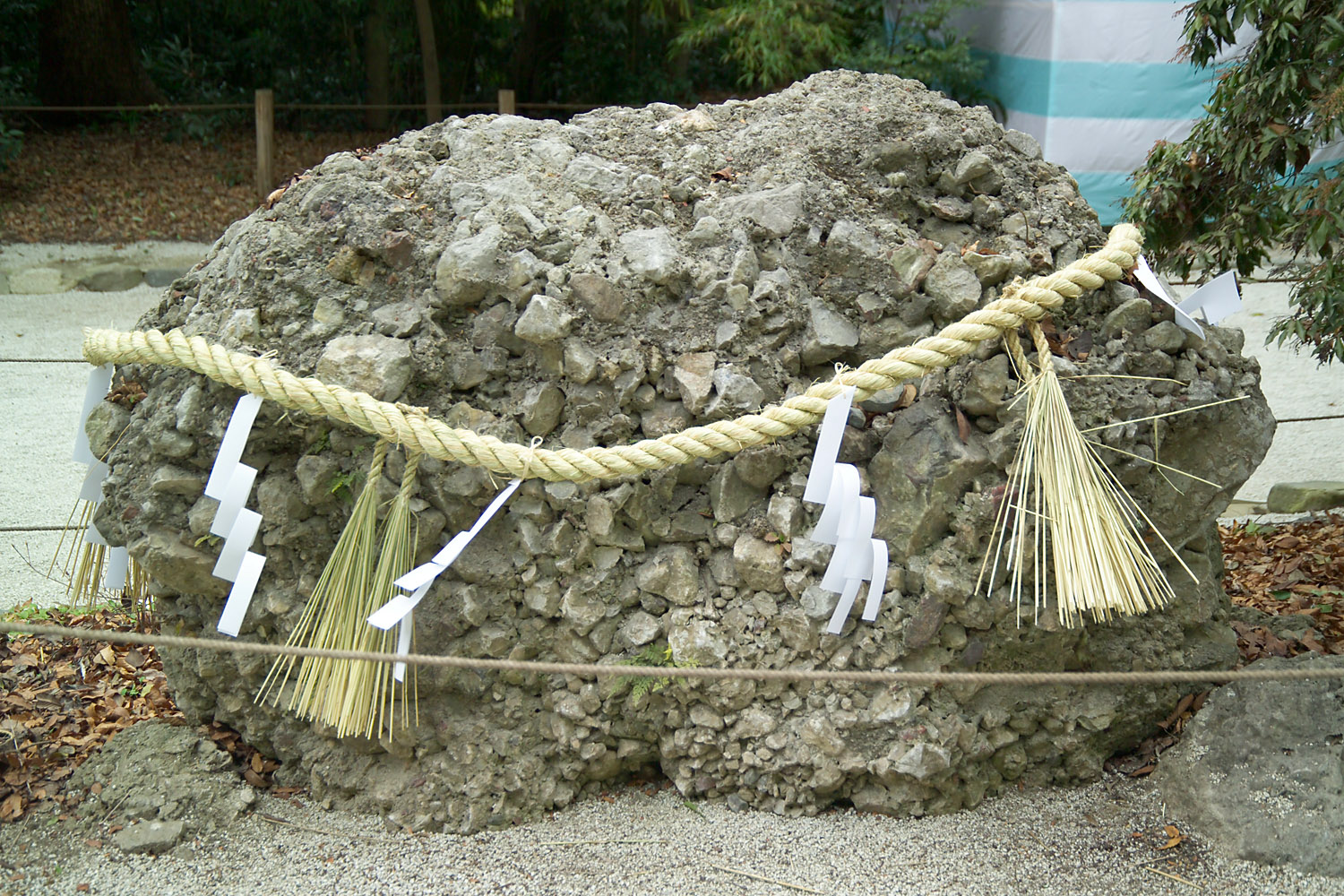
Pietrele Sazare-Ishi sunt considerate a deveni bolovani în unele legende. O fotografie făcută la Altarul Shimogamo din Kyoto.

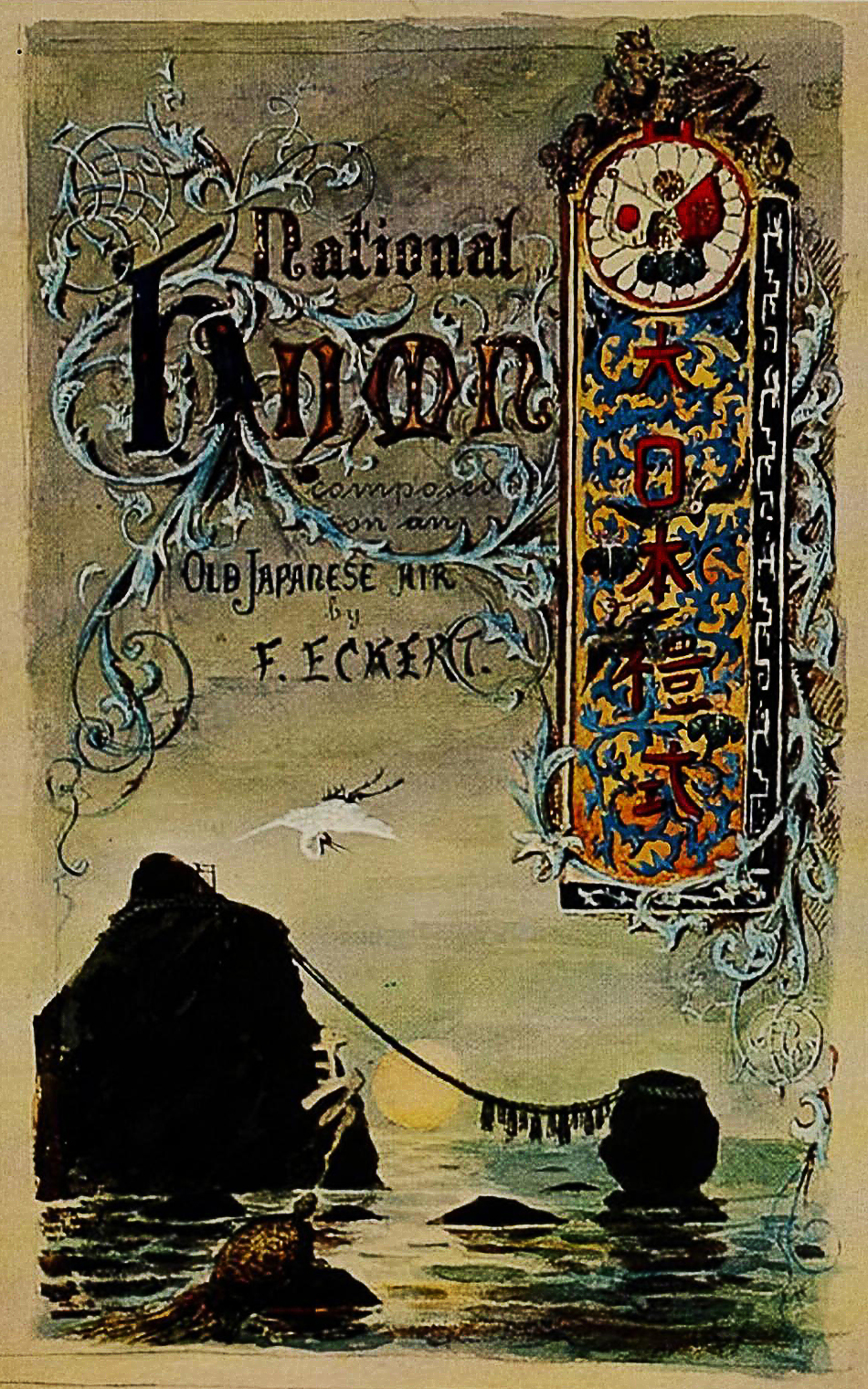
Notițele lui Franz Eckert, prezentate lui Meiji-Tennō în
1880 (designul coperții de Curt Netto).

Versurile au apărut pentru prima dată în Kokin Wakashū, o antologie de poezii, ca având un poet anonim. Poemul a fost inclus în multe antologii și a fost folosit ulterior ca un cântec de sărbătoare a vieții îndelungate, de către oameni de toate statusurile sociale. Spre deosebire de forma folosită pentru imnul național actual, poemul a început inițial cu fraza „Waga Kimi wa” (我が君は, „tu, domnul meu”) în loc de „Kimiga Yo wa” (君が代は, „domnia ta”).  Primele versuri au fost schimbate în timpul perioadei Kamakura, în timp ce restul versurilor au rămas la fel. Deoarece versurile au fost cântate în ocazii oficiale, cum ar fi zilele de naștere, nu a existat nici o partitură pentru acestea până în secolul al XIX-lea.
În 1869, John William Fenton, un lider militar irlandez, a realizat că nu există nici un imn național al Japoniei și i-a sugerat lui Iwao Oyama, ofițer al Clanului Satsuma, să fie creat unul. Ōyama a fost de acord și a selectat personal versurile. Versurile au fost alese probabil pentru similitudinea lor cu imnul național britanic, datorită influenței lui Fenton.  După selectarea versurilor imnului, Ōyama l-a rugat apoi pe Fenton să creeze melodia. După ce i-au fost acordate doar două până la trei săptămâni pentru a compune melodia și doar câteva zile pentru a o repeta, Fenton a debutat imnul în fața împăratului japonez în 1870. Aceasta a fost prima versiune a „Kimigayo”. 
Imnul a fost respins din cauza faptului că melodiei îi „lipsea solemnitatea”, conform guvernului japonez, deși alții cred că melodia nu putea fi cântată efectiv de către japonezi.  Cu toate acestea, această versiune este încă cântată anual la templul Myōkōji din Yokohama, unde Fenton a fost liderul unei trupe militare. Myōkōji servește drept memorial pentru acesta.
În 1880, Ministerul Casei Imperiale a adoptat o melodie nouă compusă de Yoshiisa Oku și Akimori Hayashi. Ca și compozitor este adesea enumerat și Hiromori Hayashi, care a fost supraveghetorul lor și tatăl lui Akimori. Akimori era, de asemenea, unul dintre elevii lui Fenton. Deși melodia se bazează pe un ritm tradițional de muzică japoneză, stilul este influențat de imnuri occidentale, fiind folosite anumite elemente ale aranjamentului lui Fenton.  Muzicianul german Franz Eckert a aplicat melodiei o armonie în stil occidental, creând versiunea a doua și actuală a „Kimigayo”. Guvernul a adoptat în mod oficial „Kimigayo” ca imn național în 1888 și creat copii ale muzicii și versurilor, transmise în străinătate pentru ceremonii diplomatice. Până în 1893, „Kimigayo” a fost inclus în ceremoniile școlilor publice datorită eforturilor Ministerului Educației.
La începutul secolului al XX-lea, „Kimigayo” începuse să fie strâns asociat cu ideea onorării împăratului, fiind, de asemenea, asociat ca parte a educației japoneze. Cu toate acestea, opiniile exprimate într-o lucrare din Osaka din 1904 numesc „Kimigayo” un cântec pentru familia imperială și nu pentru stat ca întreg. Uchimura Kanzo, lider creștin în Japonia, a declarat la începutul secolului al XX-lea că „Kimigayo” nu este imnul Japoniei, spunând că scopul cântecului este acela de a lăuda împăratul. Potrivit lui Kanzo, un imn național ar trebui să exprime sentimentele poporului. Japonezii au fost familiarizați cu „Kimigayo” ca imn abia după ce a existat o creștere a numărului festivităților publice, după victoriile în primele războaie chino-japoneze și ruso-japoneze. 
În timpul celui de-Al doilea război mondial, Imperiul japonez a ordonat elevilor, atât din țară, cât și din colonii, să cânte imnul „Kimigayo” și să îl salute pe împăratul Hirohito în fiecare dimineață.

### Japonia postbelică (1945-prezent)

#### 1945-1999
În timpul Ocupației Americane a Japoniei, nu au existat directive ale Comandantului suprem pentru Forțele Aliate care să limiteze utilizarea „Kimigayo” de către guvernul japonez. Acest fapt a diferit complet față de reglementările emise care restricționau utilizarea steagului Hinomaru. Odată cu încurajarea de a folosi „Kimigayo” în școli pentru a promova educația în domeniul apărării și patriotismul, instituția publică de televiziune NHK a început să folosească piesa pentru a anunța începerea și încheierea programelor sale.

#### Din 1999

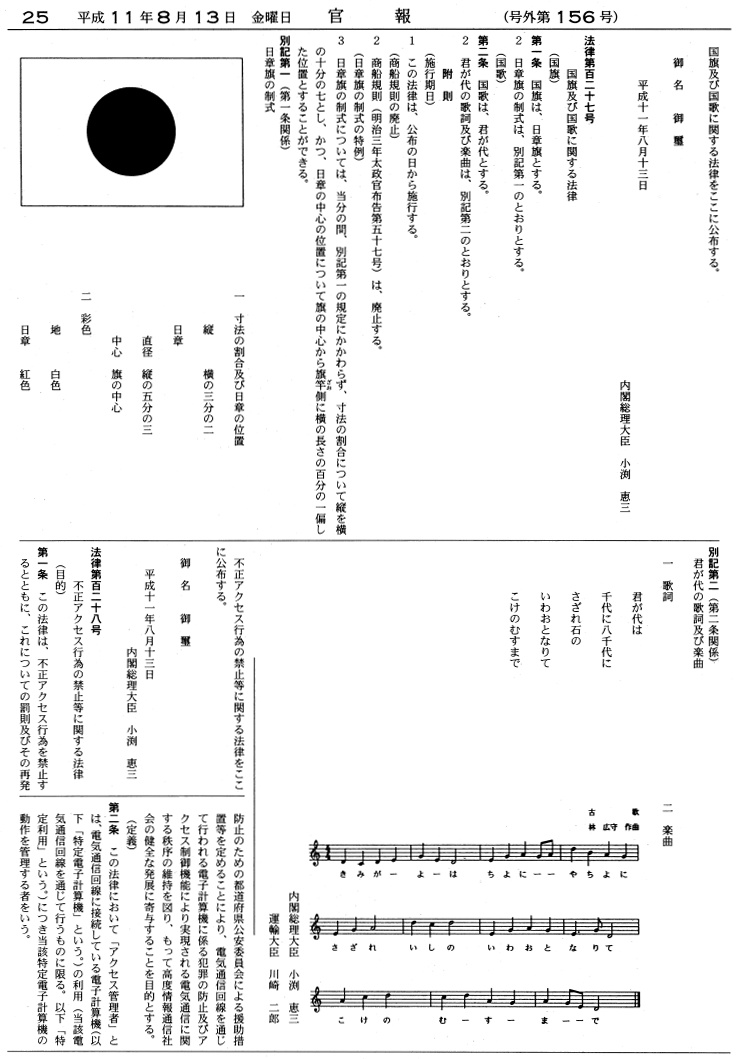
Legea cu privire la steagul și imnul național cum apare în Gazeta Oficială pe 15 august 1999.

„Legea cu privire la steagul și imnul național” a fost adoptată în 1999, alegând atât Hinomaru, cât și Kimigayo, ca simboluri naționale ale Japoniei. Trecerea în lege a avut ca rezultat sinuciderea unui director de școală din Hiroshima, care nu a putut rezolva o dispută între consiliul școlii și profesorii săi asupra utilizării Hinomaru și Kimigayo.
Primul ministru Keizo Obuchi, liderul Partidului Liberal Democrat (LDP sau 自民党, Jimintō), a decis să elaboreze o lege pentru ca „Hinomaru” și „Kimigayo” să devină simbolurile oficiale ale Japoniei, în anul 2000. Secretarul general al cabinetului, Hiromu Nonaka, a dorit ca legislația să fie încheiată până la a 10-a aniversare a încoronării lui Akihito ca împărat. Nu este prima dată când a fost luată în considerare o legislație pentru stabilirea ambelor simboluri ca oficiale. În 1974, pe fondul retrocedării insulei Okinawa către Japonia în 1972 și a crizei petrolului din 1973, premierul Kakuei Tanaka a sugerat ca o lege să fie adoptată legalizând ambele simboluri.
Principalii susținători ai proiectului au fost PLDM și Komeito (CGP), în timp ce opoziția a inclus Partidul Social Democrat (SDPJ) și Partidul Comunist (CPJ), care au citat conotațiile pe care ambele simboluri le-au avut în perioada războiului. De asemenea, CPJ s-a opus deoarece nu s-a permis ca problema să fie rezolvată de către public. Între timp, Partidul Democrat din Japonia (DPJ) nu a putut să-și dezvolte consensul de partid asupra proiectului. Președintele DPJ, Naoto Kan a declarat că DPJ trebuie să sprijine proiectul de lege deoarece partidul a recunoscut deja ambele simboluri ca simboluri ale Japoniei.  Secretarul general adjunct și viitorul prim-ministru, Yukio Hatoyama a crezut că acest proiect de lege ar determina divizări suplimentare între societate și școlile publice.
Înainte de vot, au existat solicitări pentru ca proiectele de lege să fie separate la Dietă. Profesorul Universității Waseda, Norihiro Kato a declarat că „Kimigayo” este o problemă mai complexă decât steagul Hinomaru. Încercarea de a desemna numai Hinomaru ca steag național de către DPJ și de alte partide în timpul votării proiectului de lege au fost respinse de către Dietă. Camera Reprezentanților a adoptat proiectul de lege pe 22 iulie 1999, cu 403 voturi la 86. Legislația a fost trimisă Camerei Consilierilor pe 28 iulie și a fost adoptată pe 9 august. A fost adoptată ca lege pe 13 august.

## Protocol

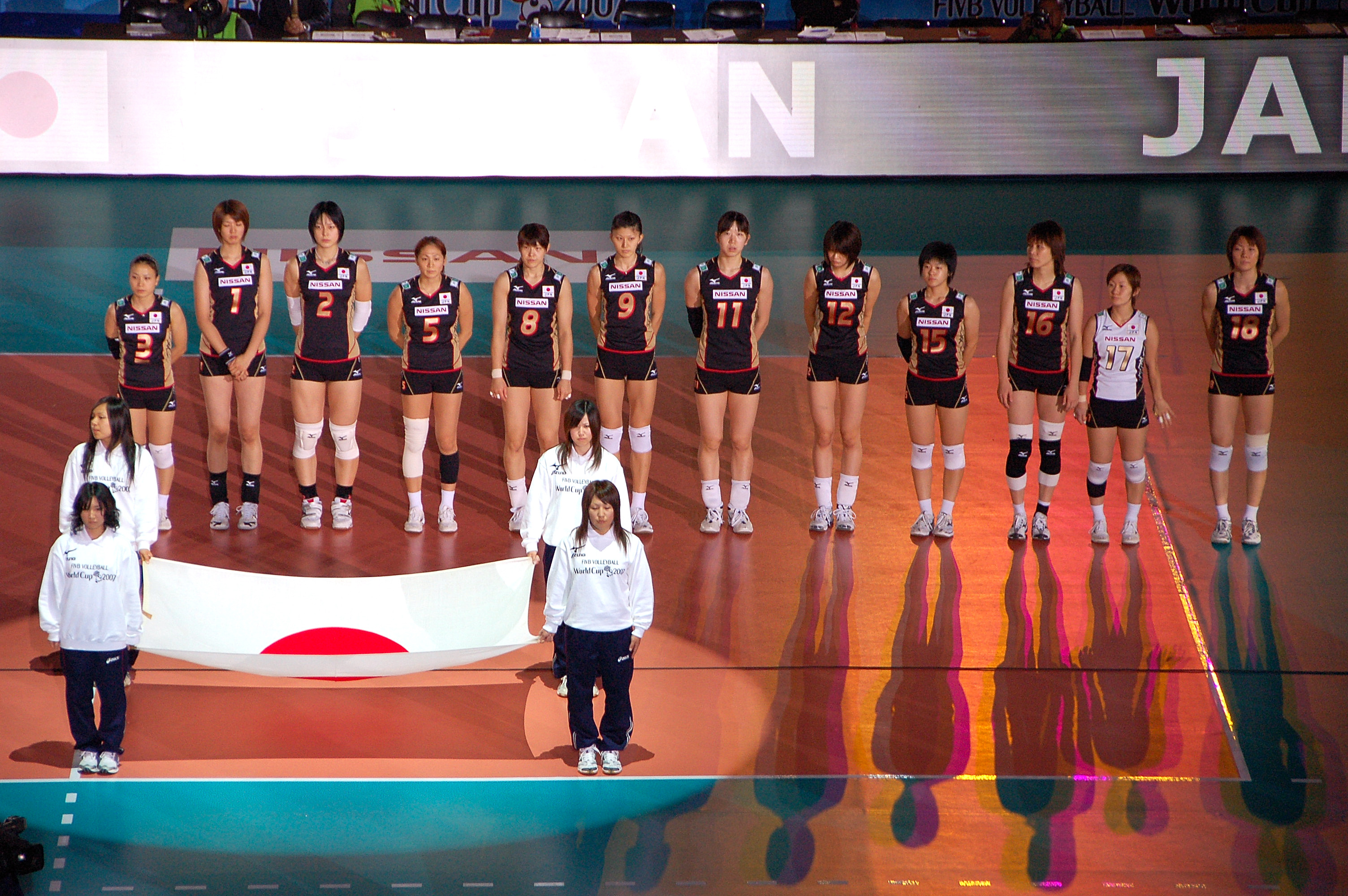
„Kimigayo” intonat la un turneu de volei în Ōsaka.

Versurile și notația muzicală a imnului sunt redate în a doua anexă a Legii privind steagul și imnul național. În ceea ce privește muzica în sine, ea e prezentată ca un aranjament vocal, fără a menționa tempo-ul și toate versurile din hiragana. Imnul este compus în 4/4 (timp obișnuit) în modul Dorian. Legea privind steagul și imnul național nu detaliază modul în care ar trebui să se arate respectul în timpul intonării „Kimigayo”. Într-o declarație făcută de premierul Obuchi, legislația nu va impune noi reglementări poporului japonez atunci când vine vorba de respectarea drapelului sau a imnului.
Cu toate acestea, organele guvernamentale locale și organizațiile private uneori sugerează sau solicită respectarea anumitor protocoale. De exemplu, o directivă din octombrie 2003 a Guvernului Metropolitan din Tokyo a cerut profesorilor să stea drepți în timpul imnului național la ceremoniile de absolvire. În timp ce stau în picioare, profesorii trebuie să cânte „Kimigayo” în timp ce privesc Hinomaru.
Personalul militar al Statelor Unite este obligat prin reglementări să facă onoruri cu un salut din mână, sau când sunt în haine civile, să-și așeze mâna dreaptă asupra inimii atunci când se intonează „Kimigayo”, „The Star-Spangled Banner” sau orice alt imn național.  
De asemenea, Legea privind steagul și imnul național  nu dictează când sau unde ar trebui să se intoneze „Kimigayo”. Totuși, acesta se intonează frecvent la evenimente sportive din Japonia sau la evenimente sportive internaționale la care Japonia participă. La turneele sumo, „Kimigayo” se intonează înaintea ceremoniei de premiere.

### Școlile publice

Steagul național al Japoniei, cunoscut ca Nisshōki (日章旗) sau ca Hinomaru (日の丸)

De la sfârșitul celui de-Al doilea război mondial, Ministerul Educației a emis declarații și reglementări pentru promovarea utilizării atât a „Hinomaru” cât și a „Kimigayo” în școlile aflate sub jurisdicția lor. Prima dintre aceste declarații a fost lansată în 1950, declarând că era de dorit, dar nu era necesar, să se utilizeze ambele simboluri. Această dorință a fost ulterior extinsă pentru a include ambele simboluri în festivităților naționale și în timpul evenimentelor ceremoniale, pentru a încuraja elevii să se informeze cu privire la sărbătorile naționale și pentru a promova educația în domeniul apărării. Ministerul nu numai că a luat mărisuri importante pentru a explica faptul că ambele simboluri nu sunt stabilite în mod oficial de lege, dar a făcut referire la „Kimigayo” ca la un cântec, și a refuzat să îl numească imn național. Abia în 1977 ministerul a menționat „Kimigayo” ca imn național (国歌, kokka) al Japoniei. Într-o reformă din 1989 a directivelor educaționale, guvernul controlat de PLD a cerut în primul rând ca steagul Hinomaru să fie folosit în ceremoniile școlare, și că trebuie să i se acorde respectul cuvenit și lui „Kimigayo”. Pedepsele pentru funcționarii școlari care nu au respectat acest ordin au fost, de asemenea, adoptate odată cu reformele din 1989.
Curriculumul din 1999 emis de Ministerul Educației după adoptarea Legii privind steagul și imnul național decretează că „la ceremoniile de admitere și de absolvire, școlile trebuie să ridice steagul Japoniei și să-i instruiască pe elevi să cânte „Kimigayo” (imnul național), având în vedere semnificația steagului și a cântecului”. În plus, comentariile ministerului privind în Curriculumul din 1999 pentru școlile elementare menționează că „dată fiind avansarea internaționalizării, alături de promovarea patriotismului și a conștientizării a faptului de a fi japonez, este important să se îngrijească atitudinea respectuoasă a copiilor școlari față de steagul Japoniei și „Kimigayo”, pe măsură ce ei devin cetățeni japonezi într-o societate internaționalizată”. De asemenea, ministerul a afirmat că, dacă studenții japonezi nu își pot respecta propriile simboluri, nu vor fi capabili să poată respecta simbolurile altor națiuni.

## Percepția actuală
Potrivit unui sondaj realizat de TV Asahi, majoritatea japonezilor au perceput „Kimigayo” ca fiind un cântec important chiar înainte de adoptarea „Legii privind steagul și imnul național” în 1999. Cu toate acestea, un sondaj realizat de Mainichi Shimbun în același an a constatat că majoritatea respondenților s-au opus legislației care făcea din cântec imn național, sau au considerat că Dieta ar trebui să aibă mai mult timp la dispoziție pentru promulgarea unei astfel de legi. Mulți studenți japonezi, care trebuie să cânte cântecul la ceremoniile de admitere și de absolvire, spun că nu înțeleg limbajul vechi a versurilor și că nu sunt educați în privința utilizărilor istorice ale acestuia. Există încă controverse legate de utilizarea imnului în evenimentele școlare.

## Textul
| Oficial                                                                    | Hiragana                                                             | Katakana                                                             | Rōmaji                                                                          | AFI                                                                                 | Traducere în română |
| -------------------------------------------------------------------------- | -------------------------------------------------------------------- | -------------------------------------------------------------------- | ------------------------------------------------------------------------------- | ----------------------------------------------------------------------------------- | --- |
| 君が代は 千代に八千代に さざれ（細）石の いわお（巌）となりて 苔の生すまで | きみがよは ちよにやちよに さざれいしの いわおとなりて こけのむすまで | キミガヨワ チヨ二ヤチヨニ サザレイシノ イワオトナリテ コケノムスマデ | Kimigayo wa Chiyo ni yachiyo ni Sazare-ishi no Iwao to narite Koke no musu made | cimigajo̞ ɰᵝä t͡ɕijo̞ ɲi jat͡ɕijo̞ ɲi sazaɺe̞-iɕi̥ no̞ iɰᵝä.o̞ to̞ naɺite̞ ko̞ke̞ no̞ mɯᵝsɯ̥ᵝ made̞ | Fie ca domnia voastră Să continue timp de o mie, timp de opt mii de generații, Până când prundișul Devine rocă Acoperită de mușchi verde. |

Textul original din Kokin Wakashū:
| Oficial                                                | Hiragana                                                             | Rōmaji                                                                           | Traducere în română |
| ------------------------------------------------------ | -------------------------------------------------------------------- | -------------------------------------------------------------------------------- | --- |
| 我が君は 千代に八千代に 細石の 巌となりて 苔の生すまで | わがきみは ちよにやちよに さざれいしの いわおとなりて こけのむすまで | Waga Kimi wa Chiyo ni yachiyo ni Sazare-ishi no Iwao to narite Koke no musu made | Fie ca tu, domnul meu Să trăiești timp de o mie, timp de opt mii de generații, Până când prundișul Devine rocă Acoperită de mușchi verde. |

## Controverse
Imnul național al Japoniei este considerat a fi cel mai controversat din lume datorită istoriei sale postbelice.  Școlile au fost centrul unor controverse atât asupra imnului, cât și asupra drapelului național. Consiliul de Educație din Tokyo cere utilizarea imnului și a drapelului la evenimente aflate sub jurisdicția lor. Ordinul obligă profesorii să respecte ambele simboluri sau, în caz contrar, să-și piardă locul de muncă. În 1999, câțiva profesori din Hiroshima au refuzat să cânte imnul, în timp ce Consiliul Educației din Hiroshima a cerut acest lucru. Odată ce tensiunea a apărut între ei, un vicedirector s-a sinucis. Un incident similar a avut loc, de asemenea, în Osaka în 2010, cu 32 de cadre didactice ce au refuzat să cânte cimnul într-o ceremonie. În 2011, încă nouă profesori s-au alăturat rebeliunii, împreună cu încă opt în 2012.
Hashimoto Toru, primarul orașului Osaka, a criticat cadrele didactice: „A fost bine că infractorii [profesorii] care intenționează să încalce regulile [de a nu cânta imnul] s-au ridicat la suprafață [public]!”. Unii au protestat, sugerând că astfel de reguli încalcă Declarația Universală a Drepturilor Omului a Națiunilor Unite și clauza „libertatea de gândire, credință și conștiință” din Constituția Japoniei, dar Consiliul a susținut că, deoarece școlile sunt agenții guvernamentale, au obligația de a-și învăța elevii cum să fie cetățeni japonezi buni. Profesorii au făcut plângeri penale, fără succes, împotriva guvernatorului din Tokyo, Shintarō Ishihara, și a înalților oficiali, pentru a ordona profesorilor să onoreze „Hinomaru” și „Kimigayo”. După opoziția anterioară, Uniunea Profesorilor din Japonia acceptă utilizarea atât a drapelului, cât și a imnului național; totuși, anumite organizații mici ale profesorilor încă se opun atât simbolurilor, cât și utilizării lor în sistemul școlar.
În 2006, Katsuhisa Fujita, profesor pensionar din Tokyo, a fost amenințat cu închisoarea și a fost amendat cu 200.000 de yeni (aproximativ 2.000 de dolari americani) după ce a fost acuzat că a deranjat o ceremonie de absolvire la liceul Itabashi, cerând participanților să rămână așezați în timpul intonării imnului. La data sentinței lui Fujita, 345 de profesori au fost pedepsiți pentru refuzul de a participa la evenimente legate de imn, deși Fujita este singurul om care a fost condamnat în legătură cu aceste fapte. La 21 septembrie 2006, Tribunalul Districtual din Tokyo a ordonat Guvernului Metropolitan Tokyo să plătească despăgubiri cadrelor didactice care au fost supuse pedepsei conform directivei Consiliului de Educație din Tokyo. Atunci prim-ministrul Junichiro Koizumi a comentat: „Este o idee firească să tratăm imnul național cu importanța cuvenită!”. Hotărârea a fost atacată de Guvernul Metropolitan. Începând cu 23 octombrie 2003, 410 de cadre didactice și personal școlar au fost pedepsiți pentru refuzul de a sta în picioare și de a cânta imnul, conform ordinelor directorilor școlari. Profesorii pot fi, de asemenea, pedepsiți dacă elevii lor nu stau în timp ce „Kimigayo” se cântă în timpul ceremoniilor școlare.
La 30 mai 2011 și la 6 iunie 2011, două comisii ale Curții Supreme de Justiție din Japonia au decis că este constituțional să solicite profesorilor să stea drepți în fața „Hinomaru” și să cânte „Kimigayo” în timpul ceremoniilor școlare. În procesul deciziei, grupurile au ratificat decizia Înaltei Curți de la Tokyo în luarea unei decizii împotriva a 13 profesori care au cerut ajutor în instanță după ce au fost sancționați disciplinar între 2003 și 2005 pentru că au refuzat să stea și să cânte imnul.
În afara sistemului școlar, a avut loc o controversă cu privire la „Kimigayo” imediat după adoptarea legii din 1999. La o lună de la adoptarea acesteia, o înregistrare al rockerului japonez Kiyoshiro Imawano, care conținea imnul „Kimigayo”, a fost eliminată de Polydor Records din albumul său, Fuyu no Jujika. Polydor nu a vrut să atragă hărțuiri de la grupurile de extremă dreaptă. Ca răspuns, Imawano a relansat albumul printr-o casă de discuri independentă, cu piesa în cauză.